# Ед Аснер
Еди Аснер (енгл. Eddie Asner; Канзас Сити, 15. новембар 1929 — Лос Анђелес, 29. август 2021) познат и као Ед Аснер или Едвард Аснер, био је амерички позоришни, филмски, и ТВ глумац, бивши председник Удружења филмских глумаца Сједињених Држава у периоду 1981–1985.
Најпознатији је по улози Лу Гранта у серији „Мери Тајлер Мур Шоу“ и његовом наставку „Лу Грант“ за који је освојио пет награда Еми, три из прве серије и две из друге и четири Златна глобуса, од тога један у категорији Златни глобус за најбољег главног глумца. Такође је освојио Еми и Златни глобус за најбољег споредног глумца за улогу у мини-серији „Богати, сиромашни“ 1976. године. Златни глобус за исту категорију је освојио још два пута.
Остварио се и на филму, а његове најпознатије улоге су у филмовима Кид Галахад (1962), Ел Дорадо (1966), ЏФК (1991), Елф (2003), као и у многим другим.
Године 2009. глумио је Карла Фредриксена у анимираном филму студија Пиксар До неба.
Аснер такође даје глас и Џеј Џона Џејмсону у цртаном филму Спајдермен.
Добио је звезду на Холивудском булевару славних од 1992.